# 결혼합시다 (2005년 드라마)
《결혼합시다》는 MBC에서 2005년 10월 8일부터 2006년 4월 2일까지 매주 토, 일 저녁 7시 55분에 방영되었던 MBC 주말드라마인데 2005년 12월 4일에는 오후 5시 45분부터 대한민국 영화대상 시상식이 편성되어 결방됐다.
한편, 7%대로 시청률로 출발했지만 나중에 15%대로 시청률이 상승했는데 한때 조기 종영설도 있었으나, 없었던 일이 됐다.

## 소개
지극히 정상적이고 멀쩡한 결혼 적령기 여자들의 현실적인 고민들을 다룬 드라마.

## 등장인물

### 주요 인물
- 강성연 : 홍나영 역
- 윤다훈 : 정재원 역
- 배수빈 : 정재준 역
- 이소연 : 권은선 역

### 나영의 가족
- 김용건 : 나영의 아버지 역
- 박정수 : 나영의 어머니 역
- 도한 : 홍강수 역 - 나영의 동생

### 재원의 가족
- 주현 : 재원의 아버지 역
- 정영숙 : 재원의 어머니 역
- 추상미 : 정석순 역 - 재원의 동생
- 김영옥 : 재원의 할머니 역

### 그 외
- 금보라 : 은선의 어머니 역
- 김병세 : 이경석 역
- 김명국 : 황봉국 역
- 박시후 : 재호 역
- 염재욱
- 손민우
- 김나운
- 나재균

## 연장
- 2006년 3월 2일 : 결혼합시다 방영 분량이 50부작에서 1회 연장되어 51부작으로 변경, 확정되었다.

## 이모저모
- 정재원 역에는 톱스타 배우가 물망에 올랐으나 영화 촬영 등의 이유로 고사하자 윤다훈이 간신히 낙점됐다.

## 경쟁 프로그램
- 하늘이시여 (SBS)
- 슬픔이여 안녕 (KBS 2TV)
- 인생이여 고마워요 (KBS 2TV)
- 소문난 칠공주 (KBS 2TV)